# ورزشگاه چانگ آرنا
ورزشگاه نیو آی-موبایل (انگلیسی: New I-Mobile Stadium) یک ورزشگاه در کشور تایلند است.
این ورزشگاه که در شهر بوری رام قرار دارد در سال ۲۰۱۱ تأسیس شده و ظرفیت آن ۳۲٬۶۰۰ است.